# Endolithe

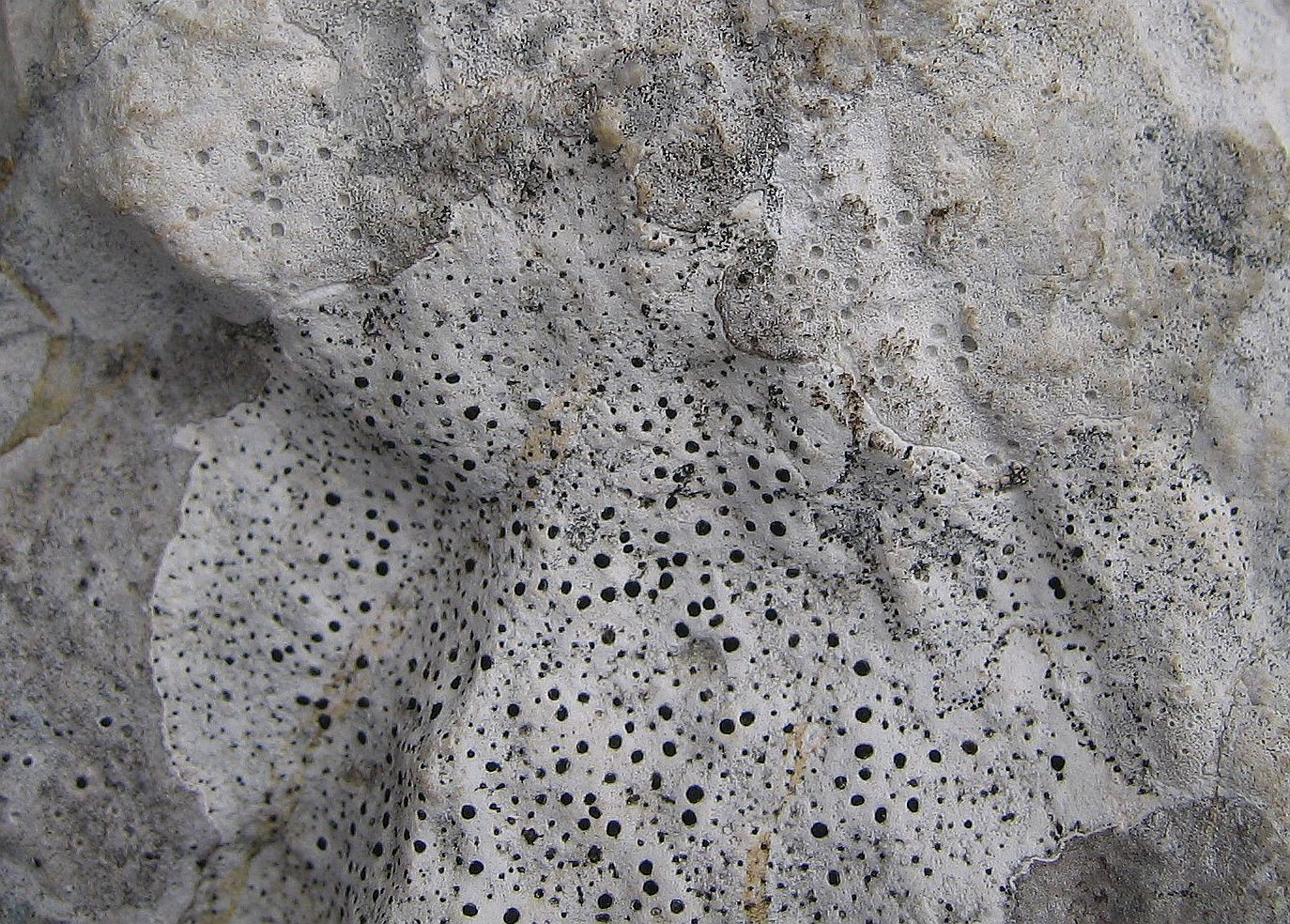
Endolithische Flechte der Gattung Verrucaria

Als endolithisch wird die Lebensweise von Organismen im Inneren von Gesteinen bezeichnet (von altgriechisch ἔνδον endon, deutsch ‚innen‘ und λίθος lithos, deutsch ‚Stein‘). Die endolithische Lebensweise findet man nur bei Mikroorganismen, also Bakterien, Archaeen und einigen Flechten, wobei Letztere eine Symbiose zwischen Pilzen und Algen darstellen.

## Beschreibung
Endolithen leben meist lithotroph, das heißt, sie gewinnen ihre zum Leben notwendige Energie aus der Umwandlung anorganischer Verbindungen des besiedelten Gesteines, wie zum Beispiel Schwefel-, Eisen- und Manganverbindungen, in einzelnen Fällen aber auch Minerale von Uran, Arsen und anderen.
Daneben existieren phototrophe, also Photosynthese betreibende Endolithen. Dies ist kein Widerspruch, denn Sonnenlicht kann in bestimmte Gesteine bis zu mehrere Millimeter tief eindringen. Besonders Quarzkristalle wie etwa im Granit oder Sandstein ermöglichen eine Photosynthese im Inneren von Gesteinen. Die häufigsten phototrophen Endolithen sind einige Flechten, aber auch Cyanobakterien wie Chroococcidiopsis.
Große Bedeutung haben eisen- und schwefeloxidierende Bakterien, denn Eisen und Schwefel sind häufige Elemente der Erdkruste. Außerdem liegen viele Minerale als Schwefelverbindungen vor. Verbreitete Eisen-Schwefel-Minerale sind beispielsweise Pyrit und Markasit. Bakterien wie Acidithiobacillus ferrooxidans und Leptospirillum ferrooxidans können Eisen und Schwefel unter aeroben Bedingungen oxidieren. Die Mikroorganismen konkurrieren dabei immer mit der spontan ablaufenden chemischen Reaktion. Sie verfügen jedoch über Enzyme, die diese Reaktion in der Zelle durch Herabsetzung der Aktivierungsenergie erheblich beschleunigen. Endolithen sind deshalb für schnellere Verwitterung und Korrosion verantwortlich.
Die Summenformel für die chemische Oxidation von Eisen-Schwefel-Mineralien lautet
FeS2 + 6 Fe(H2O)63+ + 3 H2O → Fe2+ + S2O32− + 6 Fe(H2O)62+ + 6 H+
Diese Reaktion wird durch dreiwertiges Eisen katalysiert. Das gebildete Thiosulfat ist in sauren Lösungen nicht stabil, sondern hydrolysiert zu Sulfat und anderen Schwefelverbindungen. Zweiwertiges Eisen und reduzierte Schwefelverbindungen bilden dann potentielle Energiequellen für chemolithotrophe Mikroorganismen. Diese regenerieren das Oxidationsmittel Fe3+ und beschleunigen damit die Reaktion. Innerhalb kurzer Zeit können durch diesen Prozess erhebliche Mengen Pyrit oxidiert werden.
Die gebildete Schweflige Säure und Schwefelsäure bewirkt eine Absenkung des pH-Wertes und löst wiederum andere Mineralien aus dem Gestein. Sickerwässer aus Bergbauhalden oder geflutete Tagebaue sind aus diesem Grunde mit pH-Werten von 2 bis 3 oft stark versauert und mit gelösten Schwermetallen belastet. Diesen Effekt macht man sich beim Bioleaching, einem speziellen Bergbauverfahren für geringwertige Erze zu Nutze. Endolithen dienen hierbei als Biokatalysatoren.
Man hat aus den tiefsten Minen der Welt neuartige Bakterien und Archaeen isoliert. Heute geht man davon aus, dass die tiefe Biosphäre ein weitgehend unerforschter Lebensraum der Erde ist und einen beträchtlichen Teil der Biomasse unseres Planeten in Form von Mikroorganismen enthält. Diese Mikroorganismen dürften in der Regel aber nur langsam wachsen, weil die zugrunde liegenden Redoxprozesse wenig Energie liefern. Das ungewöhnlichste an der lithotrophen Lebensweise endolithischer Organismen ist aber, dass sie als einzige Organismen vollkommen ohne Sonnenenergie auskommen. Viele sind in der Lage, autotroph zu wachsen, also Kohlendioxid aus ihrer Umgebung zu binden und organische Substanz nur mit Hilfe chemischer Energie aus rein anorganischen Verbindungen aufzubauen. Theoretisch könnten derartige Organismen auch auf anderen Himmelskörpern existieren.
Der Übergang von endolithisch lebenden Organismen zu Bodenorganismen ist oft fließend. Die Isolation und Charakterisierung von Endolithen ist oft schwierig, weil diese nur in geringen Zelldichten vorkommen, langsam wachsen und ganz bestimmte Anforderungen an ihre Umgebung haben, etwa hinsichtlich Temperatur, pH-Wert, Mineralzusammensetzung und Sauerstoffkonzentration.